# Walter Nicolai
Walter Nicolai (ur. 1 sierpnia 1873 w Brunszwiku, zm. 4 maja 1947 w Moskwie) − niemiecki oficer w stopniu pułkownika, szef wywiadu wojskowego Armii Cesarstwa Niemieckiego (oddziału III b Sztabu Generalnego) w latach 1913−1919.

## Początki kariery wojskowej
Ukończywszy szkołę parafialną i korpus kadetów, wstąpił do wojska w stopniu podporucznika. Po ukończeniu szkoły sztabowej został przydzielony do Sztabu Generalnego. W lipcu 1906 roku został oficerem wywiadu w I Korpusie w Królewcu (Königsberg), jego zadaniem było zorganizowanie siatki szpiegowskiej we wschodniopruskim rejonie pogranicza Cesarstwa Niemieckiego z Imperium Rosyjskim.

## Okres I wojny światowej
Później otrzymał stanowisko szefa sekcji rosyjskiej w kontrwywiadzie. W 1913 roku został szefem Oddziału III b Wielkiego Sztabu Generalnego (niem. Abteilung III b). Stworzył doskonale zorganizowaną siatkę wywiadowczą i sporządzał analizy na potrzeby kierownictwa wojskowo-politycznego Cesarstwa Niemieckiego. W okresie I wojny światowej do jego najsłynniejszych szpiegów należała Mata Hari, najskuteczniejszym był natomiast sędziwy baron August Schluge, który w latach 1914−1918 potrafił co dwa dni przesyłać do Berlina raporty zawierające ordre de bataille armii francuskiej.
W 1915 roku stworzył służbę wywiadu wewnętrznego, mającą informatorów w niemieckich zakładach przemysłowych, instytucjach i kręgach towarzyskich. Zostały podjęte wysiłki, by zbierać informacje o obcych państwach, ale po pogorszeniu się sytuacji wewnętrznej w Niemczech Nicolai uznał, że równie cenne są informacje o własnym kraju.
Mimo podjętych starań kierowanemu przez niego oddziałowi III b Sztabu Generalnego nie udało się w porę podjąć działalności szpiegowskiej w Stanach Zjednoczonych (zajął się nią dopiero w kwietniu 1917 roku, po wypowiedzeniu przez USA wojny Niemcom). Nie udało mu się również zdobyć niezbędnych informacji z zakresu wywiadu gospodarczego w krajach państw Ententy oraz informacji o nowych rodzajach broni, jaka pojawiła się na polu walki, np. czołgów.
Był również organizatorem akcji przerzucenia przez Finlandię do Rosji Włodzimierza Lenina − Niemcy Lenin opuścił w zapieczętowanym wagonie kolejowym. Celem akcji było osłabienie Rosji poprzez wzmocnienie wewnętrznej opozycji.

## Okres międzywojenny i II wojna światowa
W sześć dni po zawieszeniu broni, 11 listopada 1918 roku, oddział III b Sztabu Generalnego został rozwiązany, a on sam został przeniesiony do Sztabu Generalnego w Berlinie. Utworzył tam małą sekcję wywiadowczą, by zachować doświadczone kadry do czasu odbudowy potęgi militarnej Niemiec. Przeniesiony w stan spoczynku w 1919 roku. Jego zastępcą w tworzonej sekcji – i następcą po dymisji – był major Friedrich Gempp – pierwszy szef funkcjonującej oficjalnie od 1 stycznia 1921 roku Abwehry.
W 1925 roku  został szefem Niemieckiego Biura Detektywistycznego. Nawiązał kontakty z ruchem narodowo socjalistycznym. Był twórcą Biura ds. Żydowskich i doradcą ds. wywiadu Rudolfa Heßa. Współpracował z Martinem Bormannem i Joachimem von Ribbentropem. Po wkroczeniu Armii Czerwonej do Berlina w 1945 roku aresztowany przez NKWD i wywieziony do Moskwy. Poddawany przesłuchaniom na Łubiance, zmarł w szpitalu więziennym na Butyrkach. Jego ciało zostało spalone i pochowane w masowym grobie na cmentarzu Dońskim w Moskwie.
W 1999 roku oficjalnie zrehabilitowany przez sąd Federacji Rosyjskiej.